# Dưa cải bắp
Dưa cải bắp là sản phẩm dưa muối được chế biến từ nguyên liệu chủ yếu là lá cải bắp, muối xổi hoặc muối chua.

## Dưa cải Đức

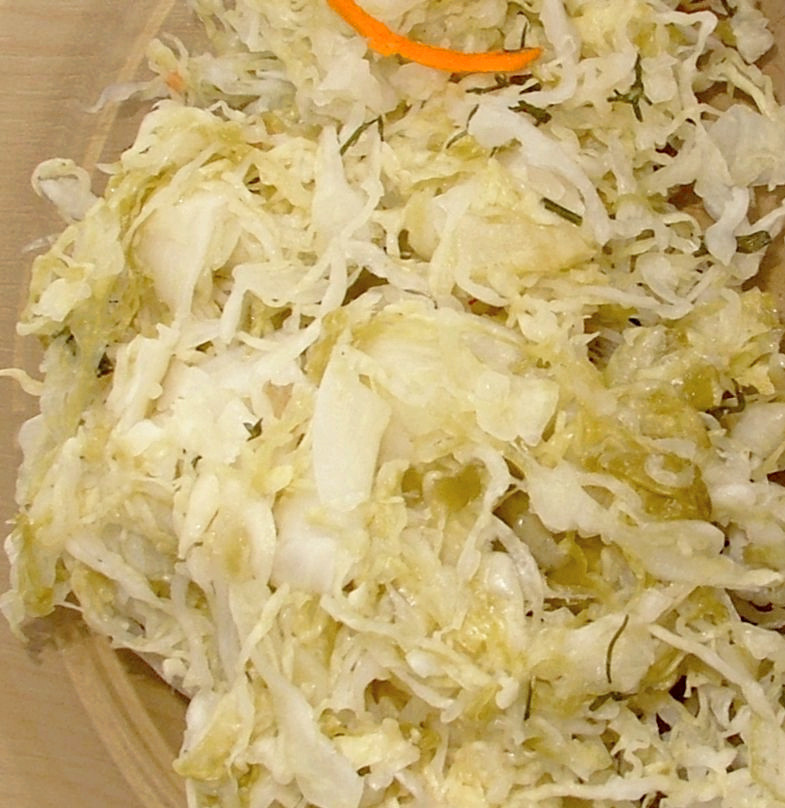
Sauerkraut Ba Lan (Kiszona kapusta)

Dưa cải Đức hay còn gọi là Sauerkraut (/ˈsaʊərkraʊt/; phát âm tiếng Đức: [ˈzaʊ.ɐˌkʁaʊt] ⓘ; tiếng Yid: זויערקרויט zoyerkroyt [ˈzɔjərˌkrɔjt], tiếng Pháp choucroute, tiếng Ba Lan kiszona kapusta và tiếng Nga: квашеная капуста kváshenaya kapústa) (có nghĩa là "cải bắp chua") là món cải bắp thái nhỏ và được lên men bởi các vi khuẩn axít lactic, gồm có Leuconostoc, Lactobacillus, và Pediococcus.

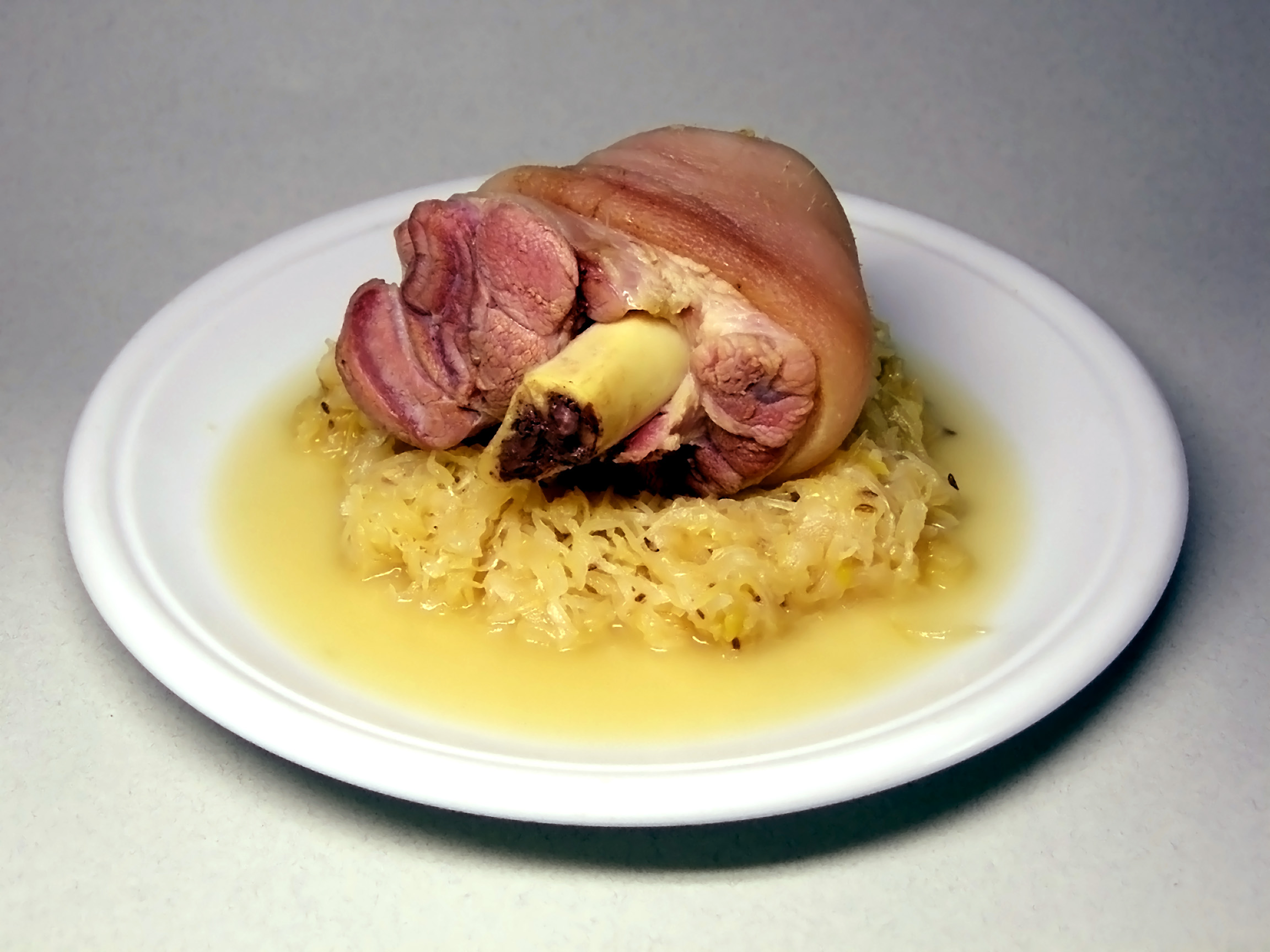
Món Eisbein ủ muối (một loại chân giò ủ muối) được ăn kèm với dưa cải Đức

Dưa cải Đức được sản xuất bằng phương pháp muối dưa được gọi là lên men axít lactic tương tự như cách làm dưa chuột muối và kim chi theo kiểu truyền thống (không xử lý nhiệt). Dưa cải Đức đã được xử lý hoàn toàn sẽ được giữ vài tháng trong một thùng chứa kín hơi không quá 15 oC. Người ta không ướp lạnh cũng như không dùng đến phương pháp tiệt trùng Pasteur mặc dù những phương pháp này giúp kéo dài thời gian bảo quản. Dưa cải Đức thường được nêm thêm quả cây bách xù.